# Dignac
Dignac – miejscowość i gmina we Francji, w regionie Nowa Akwitania, w departamencie Charente.
Według danych na rok 1990 gminę zamieszkiwało 1230 osób, a gęstość zaludnienia wynosiła 44 osób/km² (wśród 1467 gmin regionu Poitou-Charentes, Dignac plasuje się na 235. miejscu pod względem liczby ludności, natomiast pod względem powierzchni na miejscu 203.).